# 新豐話
新豐話是客家語的一種方言。主要使用於廣東省韶關市新豐縣。縣內客家語主要有兩種，根據1987年版《中國語言地圖集》，該縣方言被歸類為客家語粵台片新惠小片和客家語粵中片。而根據2012年版《中國語言地圖集》，該地區方言則被歸類為客家語粵台片龍華小片。

## 概況
新豐縣位於廣東省中部偏北，東南與和河源接壤，東北毗鄰連平縣，南接廣州轄下從化與龍門，北連翁源，西靠英德，西南與清遠市管轄的佛岡相鄰。全縣共2015.2平方公里。傳統上來說，新豐縣有分為粵中片（即水源音）和粵台片客家語。粵中片分佈在東部，而粵台片的則在中西部。

## 音韻系統
以下為豐城鎮鎮郊的豐郊客家語。

### 聲韻調
新豐話有16個聲母（包括零聲母），53個韻母（包括自成韻母的[m]）和6個聲調。

### 語音特點
- 古全濁聲母今讀塞音、塞擦音，不論平仄，一般讀送氣清音。
- 古非組部分字，今文讀[f v]，白讀為[p pʰ m]聲母。
- 古精組與知章莊組字今合流，都讀[ts tsʰ s]聲母。
- 古曉匣開口一、二等字今讀[h]食物橫木，合口一、二等字今讀[f v]，三四等字今多讀[s]聲母，少數讀[kʰ]聲母。
- 有撮口韻[y]，主要見於古遇攝合口三等端系，見系和知章組的字。
- 合口呼韻母只限[u ui un ut uŋ uk]，合口呼韻母中，[u]為主要元音，不作介音。以古假攝，蟹攝合口二等，山攝合口一、二等，宕攝合口一等的見組字為例，今音都讀成開口呼（“國”例外，讀[kut]）。
- 輔音韻尾有 [-m -n -ŋ]和[-p -t -k]。
- 古梗攝開口字文白異讀。白讀往往是後元音[a]/[ia]拼[ŋ]尾，文讀往往是前元音拼[n]尾
- 古全濁去聲與大部分次濁去聲字今讀上聲。
- 古次濁、全濁聲母的上聲字部分今讀陰平。